# Красный мак

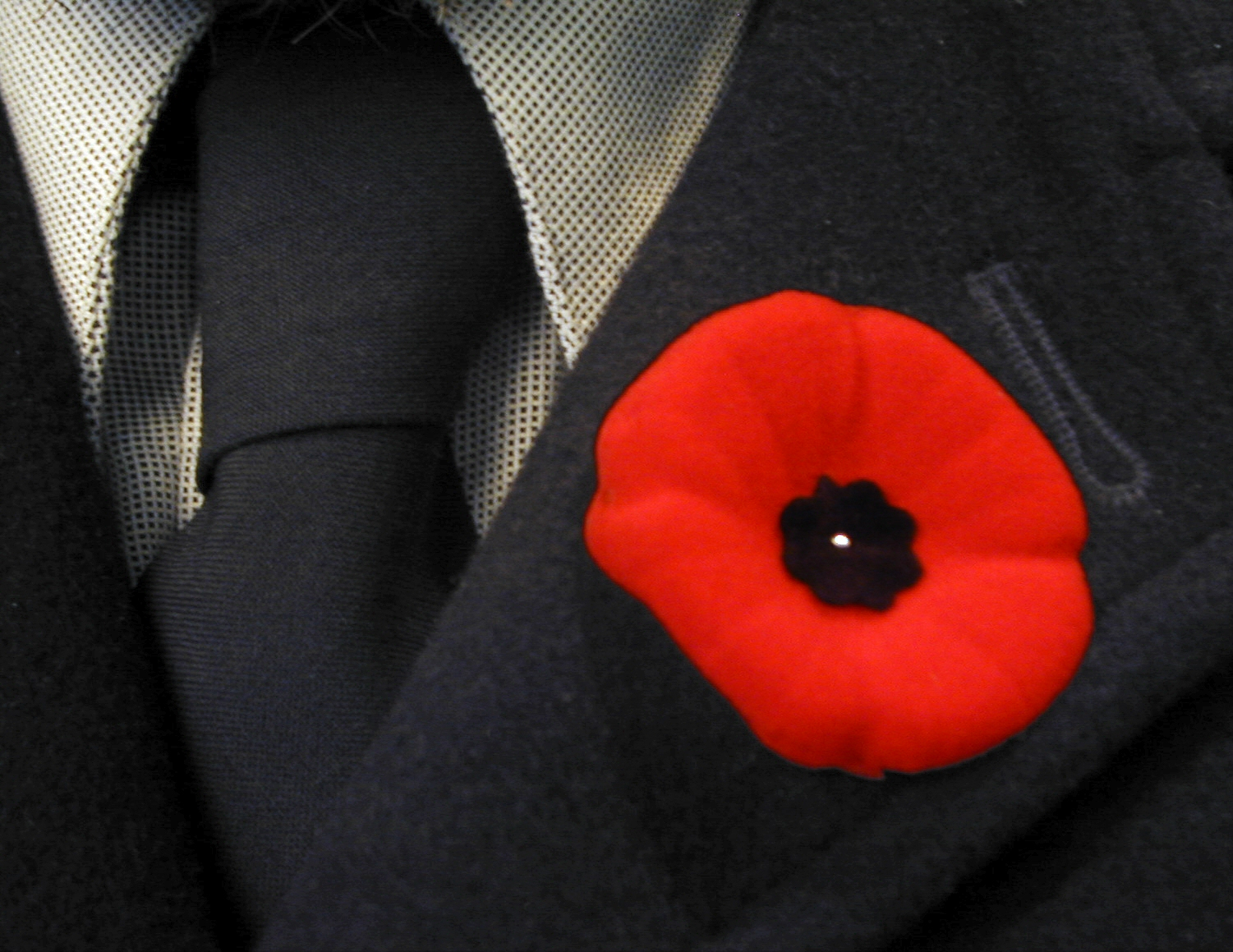
Цветок мака на лацкане пиджака

Красный мак (англ. Remembrance poppy, подразумевается мак самосейка) — символ памяти жертв Первой мировой войны, а впоследствии — жертв всех военных и гражданских вооружённых конфликтов, начиная с 1914 года.

## История и значение

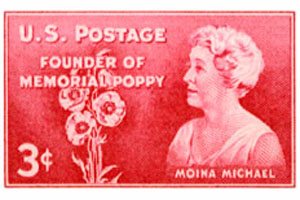
Почтовая марка США 1948 года, посвящённая Моине Мишель

Впервые как символ цвет мака появляется в стихотворении канадского военного врача Джона Маккрея «На полях Фландрии» (1915), которое начинается словами, в русском переводе звучащими так:

На полях Фландрии между крестами

Качает ветер мак рядами
Оригинальный текст (англ.)In Flanders fields the poppies blow 

Between the crosses, row on row 

Идея использовать красный мак как символ памяти принадлежит Моине Мишель, преподавательнице Университета Джорджии, США. Под впечатлением от работы Маккрея в ноябре 1918 года она написала собственное стихотворение «We Shall Keep the Faith (Мы сохраним Верность)», где поклялась всегда носить красный мак в память о погибших в Первой мировой войне. После 1918 года Моина Мишель занималась финансовой поддержкой недееспособных ветеранов войны. Для того чтобы собрать необходимые средства, Мишель предложила продавать искусственные маки из шёлка.
Впервые символ был использован Американским легионом для памяти американских солдат, погибших во время Первой мировой войны. Широко распространён он в странах Содружества — Великобритании и её бывших колониях, а также в Северной Америке и Австралии. Вне стран Содружества данный символ в некоторых странах имеет резко негативное значение.

## Использование

Символ памяти погибших на Украине, используется с 2014 года

### На Украине
Красный мак впервые использован на Украине в 2014 году в ходе мероприятий, приуроченных к годовщине завершения Второй мировой войны в Европе.
Дизайн украинского символа Дня победы над нацизмом разработан по инициативе Украинского института национальной памяти и Национальной телекомпании Украины; автор символа — харьковский дизайнер Сергей Мишакин, произведение разрешено к свободному использованию в некоммерческих целях.
Графическое изображение является своеобразной аллюзией: с одной стороны оно символизирует цветок мака, с другой — кровавый след от пули. Рядом с цветком обычно расположены даты начала и завершения Второй мировой войны (1939 и 1945), а также слоган «Ніколи знову» (с укр. — «Никогда снова»).